# Strangelove
Singles de Depeche Mode
A Question of Time
(1986) Never Let Me Down Again
(1987)
Pistes de Music for the Masses
The Things You Said Sacred
Singles de Depeche Mode
Little 15
(1988) Everything Counts (Live)
(1989)
Strangelove est le 18e single de Depeche Mode, sorti le 13 avril 1987, et le tout premier extrait de l'album Music for the Masses, qui paraîtra plus tard dans l'année.
Il atteint la 16e place du classement des meilleures ventes de single au Royaume-Uni (il devenait alors rare que Depeche Mode atteigne le top 10 dans leur propre pays), mais se hisse à la 2e place du hit parade de RFA et d'Afrique du Sud. Le single rentre aussi dans le top 5 de plusieurs pays comme la Suède et la Suisse. En France, le single se classe 25e dans le Top 50.
Aux États-Unis, ce single atteint initialement la 76e place dans le Billboard, et surtout le numéro 1 (une première dans l'histoire du groupe aux États-Unis) dans le Billboard Hot Dance Club Play. Lors de la réédition américaine du titre, fin 1988, Strangelove se classe mieux, entrant dans le Top 50 (à la 50e place), et fait de nouveau une apparition dans le Billboard Hot Dance Club Play, démontrant ainsi la grande popularité désormais acquise par le groupe dans ce pays.

## Informations
La version originale de Strangelove, parue au printemps 1987, est une chanson rapide aux allures pop. Bien qu'efficace, cela ne correspondait finalement pas au style beaucoup plus sombre de Music for the Masses édité plus tard dans l'année ; c'est ainsi que Daniel Miller fit une version plus lente de Strangelove qui devint alors le titre inclus dans l'album. Cette version est d'ailleurs sortie plus tard en single aux États-Unis sous le nom de Strangelove '88, alors que le groupe connaissait à ce moment-là un énorme succès en Amérique du Nord (voir album et tournée 101). L'ancien membre du groupe, Alan Wilder, a mentionné sur son site consacré à Recoil, que le groupe pensait que la version single était trop encombrée, ce qui fut aussi la raison du remix de Miller. Ce dernier expliquera plus tard sur le documentaire consacré à l'album que la version originale était bien trop compliquée et nécessitait une simplification.
La chanson en elle-même évoque un thème récurrent chez DM (et donc chez Martin Gore, le principal auteur des textes) : les relations amoureuses, et traite ainsi des hauts et bas particuliers de celles-ci (Strange highs and strange lows).
Il y a deux faces B pour Strangelove, deux instrumentaux. Pimpf est un instrumental sombre constitué autour d'un piano, tirant son nom, d'après les membres du groupe, d'une des sections des jeunesses hitlériennes. Pimpf est également la dernière piste de Music for the Masses.
Le 2e instrumental est Agent Orange, dont le nom provient de l'herbicide utilisé durant la guerre du Viêt Nam. À la fin de la chanson, on peut entendre un code morse. La signification serait la suivante : « Si quelqu'un peut entendre ceci, s'il vous plaît aidez-moi ». Agent Orange est la première piste bonus de la version CD de Music for the Masses. Pour la version Strangelove 88 les faces B sont des remixes de Strangelove et du titre Nothing.

### Clips musicaux
Le clip vidéo de Strangelove a été réalisé par Anton Corbijn et apparaît dans les compilations Strange et The Videos 86>98. Tournée en Super 8 et en noir et blanc, la vidéo montre le groupe apparaître dans différents endroits de Paris, dans des chambres d'hôtel et dans un studio. La vidéo est entrecoupée de séquences d'animation. Le clip inclut deux top model célèbres spécialisées dans les sous-vêtements (l'une deviendra la femme d'Anton Corbijn) mais également des passants filmés dans des poses rapides. Aux États-Unis, MTV s'est opposé au contenu de la vidéo incluant les modèles et une version censurée a été diffusée, voyant les membres du groupe les remplacer.
Il existe aussi un clip réalisé par Corbijn pour Pimpf (la face B du single), exclusif à la compilation Strange, et qui montre David Gahan, Alan Wilder et Andrew Fletcher se criant dessus en synchronisation avec le refrain de l'instrumental, pendant que Martin Gore joue la chanson au piano. On notera que Martin Gore joue du piano dans le clip alors qu'en fait c'est Alan Wilder qui joue de cet instrument dans le groupe durant la période 1987–1990, ainsi que précédemment pour Somebody.
En 1988, une autre version du clip est faite afin d'assurer la promotion de Strangelove 88. Celle-ci utilisant donc cette fois-ci la version album du titre. Ce clip est réalisé par Martyn Atkins qui s'est chargé de la photographie des premiers albums du groupe ; il n'est pas sorti officiellement jusqu'à la parution en DVD de la compilation The Videos 86>98 en 2002. Ce clip est quelque peu différent de l'original, et voit le groupe jouer dans ce qui semble être une sorte de château.

### Autres versions
Le 7 septembre 1988, le groupe a joué Strangelove aux MTV Video Music Awards aux États-Unis. Cette performance est disponible sur le site officiel du groupe.
Le titre a été joué en concert lors du Tour of the Universe en 2009 pour la première fois depuis le World Violation Tour de 1990.
Des passages de Strangelove peuvent être entendus dans les chansons Life Ain't a Game de Ja Rule, I Won't Be Crying de Infernal et Point of View par Samantha Mumba. Une version de Strangelove a aussi été interprétée par Friendly Fires en 2010.

## Liste des chansons
Vinyle 7" Mute / 7Bong13 (UK) & 7"Sire / 7-28366 (US)
1. Strangelove — 3:45
2. Pimpf — 4:33

Vinyle 12"Mute / 12Bong13 (UK)
1. Strangelove (Maxi Mix) — 6:32
2. Strangelove (Midi Mix) — 1:38
3. Pimpf — 5:21

Vinyle 12"Mute / L12Bong13 (UK)
1. Strangelove (Blind Mix) — 6:31
2. Pimpf — 4:33
3. Strangelove (Pain Mix) — 7:19 (remixé par Phil Harding)
4. Agent Orange — 5:05

Vinyle 12"Mute / DanceBong13 (UK)
1. Strangelove (Blind Mix) — 6:31
2. Strangelove (The Fresh Ground Mix) — 8:14 (remixé par Phil Harding)

- Version très rare.

CDMute / CDBong13 (UK)
1. Strangelove (Maxi Mix) — 6:32
2. Pimpf — 4:33
3. Strangelove (Midi Mix) — 1:38
4. Agent Orange — 5:05
5. Strangelove — 3:45

CDMute / CDBong13 (Royaume-Uni)
1. Strangelove — 3:45
2. Pimpf — 4:33
3. Strangelove (Maxi Mix) — 6:32
4. Agent Orange — 5:05
5. Strangelove (Blind Mix) — 6:31
6. Fpmip — 5:21
7. Strangelove (Pain Mix) — 7:19
8. Strangelove (Midi Mix) — 1:38

- Le second CD est sur la ressortie de 1992.

12" Sire / 0-20696 (US)
1. Strangelove (Maxi Mix) — 6:32
2. Strangelove (Midi Mix) — 1:38
3. Strangelove (Blind Mix Edit) — 6:10
4. Fpmip — 5:21

12" Sire / 0-20769 (US)
1. Strangelove (Pain Mix) — 7:19
2. Strangelove (Pain Mix 7" Edit) — 3:29
3. Agent Orange — 5:05

- Fpmip est Pimpf qui donne l'impression d'être joué à l'envers et avec une intro différente, sinon c'est la même chanson.
- Toutes les chansons sont l'œuvre de Martin L. Gore.

3"CD Sire/Reprise / 2-27777 (US)
1. Strangelove (Remix Edit) — 3:52 (remixé par Tim Simenon & Mark Saunders)
2. Nothing (Remix Edit) — 3:58 (remixé par Justin Strauss)

Vinyle 7" Sire / 7-27777 (US)
1. Strangelove (Album Version 7" Edit) — 3:44
2. Nothing (Remix Edit) — 3:58

- Aussi sorti sur cassette (Sire / 27991-4).

Vinyle 12" Sire / 0-21022 (US)
1. Strangelove (Highjack Mix) — 6:30 (remixé par Tim Simenon & Mark Saunders)
2. Strangelove (Remix Edit) — 3:46
3. Nothing (Zip Hop Mix) — 7:06 (remixé par  Justin Strauss)
4. Nothing (Dub Mix" — 6:40 (remixé par Justin Strauss)

CD Sire / PRO-CD-3213 (US)
1. Strangelove (Remix Edit) — 3:46
2. Strangelove (Album Version 7" Edit) — 3:44
3. Strangelove (Blind Mix 7" Edit) — 3:57
4. Strangelove (Highjack Mix) — 6:30

- US promo CD

Le Zip Hop Mix de Nothing est apparu sur le quatrième CD limité de la compilation de remix de Depeche Mode, Remixes 81–04 en 2004.
- Toutes les chansons sont l'œuvre de Martin L. Gore.

## Classements
| Hit-parade (1987–1988)                          | Meilleure position |
| ----------------------------------------------- | ------------------ |
| Afrique du Sud (Springbok Radio)                | 2                  |
| Allemagne (Media Control AG)                    | 2                  |
| Autriche (Ö3 Austria Top 40)                    | 29                 |
| Belgique (Flandre Ultratop 50 Singles)          | 20                 |
| Belgique (Flandre VRT Top 30)                   | 14                 |
| Canada (20 Dance Singles)                       | 11                 |
| États-Unis (Billboard Hot 100)                  | 50                 |
| États-Unis (Cash Box)                           | 41                 |
| États-Unis (Hot Dance Club Play)                | 1                  |
| États-Unis (Hot Dance Music/Maxi-Singles Sales) | 5                  |
| France (SNEP)                                   | 25                 |
| Irlande (IRMA)                                  | 5                  |
| Italie (FIMI)                                   | 16                 |
| Pays-Bas (Nederlandse Top 40)                   | 24                 |
| Pays-Bas (Single Top 100)                       | 30                 |
| Pologne (Classements Singles)                   | 4                  |
| Royaume-Uni (UK Singles Chart)                  | 16                 |
| Suède (Sverigetopplistan)                       | 5                  |
| Suisse (Schweizer Hitparade)                    | 3                  |

| Hit-parade (1987)                | Position |
| -------------------------------- | -------- |
| Afrique du Sud (Springbok Radio) | 15       |
| Italie (FIMI)                    | 71       |
| Suisse (Schweizer Hitparade)     | 24       |